# Crossair
Crossair — колишня швейцарська регіональна авіакомпанія зі штаб-квартирою на території Євроаеропорту Базель Мюлуз Фрайбург у Сен-Луї, Верхній Рейн, Франція, поблизу Базеля, Швейцарія.
У 2002 році компанія стала банкрутом компанії Swissair, і була реорганізована в Swiss International Air Lines.